# Crewe Rock
Crewe Rock är en klippa i Sydgeorgien och Sydsandwichöarna (Storbritannien). Den ligger i den nordvästra delen av Sydgeorgien och Sydsandwichöarna. Crewe Rock ligger 16 meter över havet.
Terrängen runt Crewe Rock är kuperad. Havet är nära Crewe Rock åt nordost.  Det finns inga samhällen i närheten. 